# Tê tê

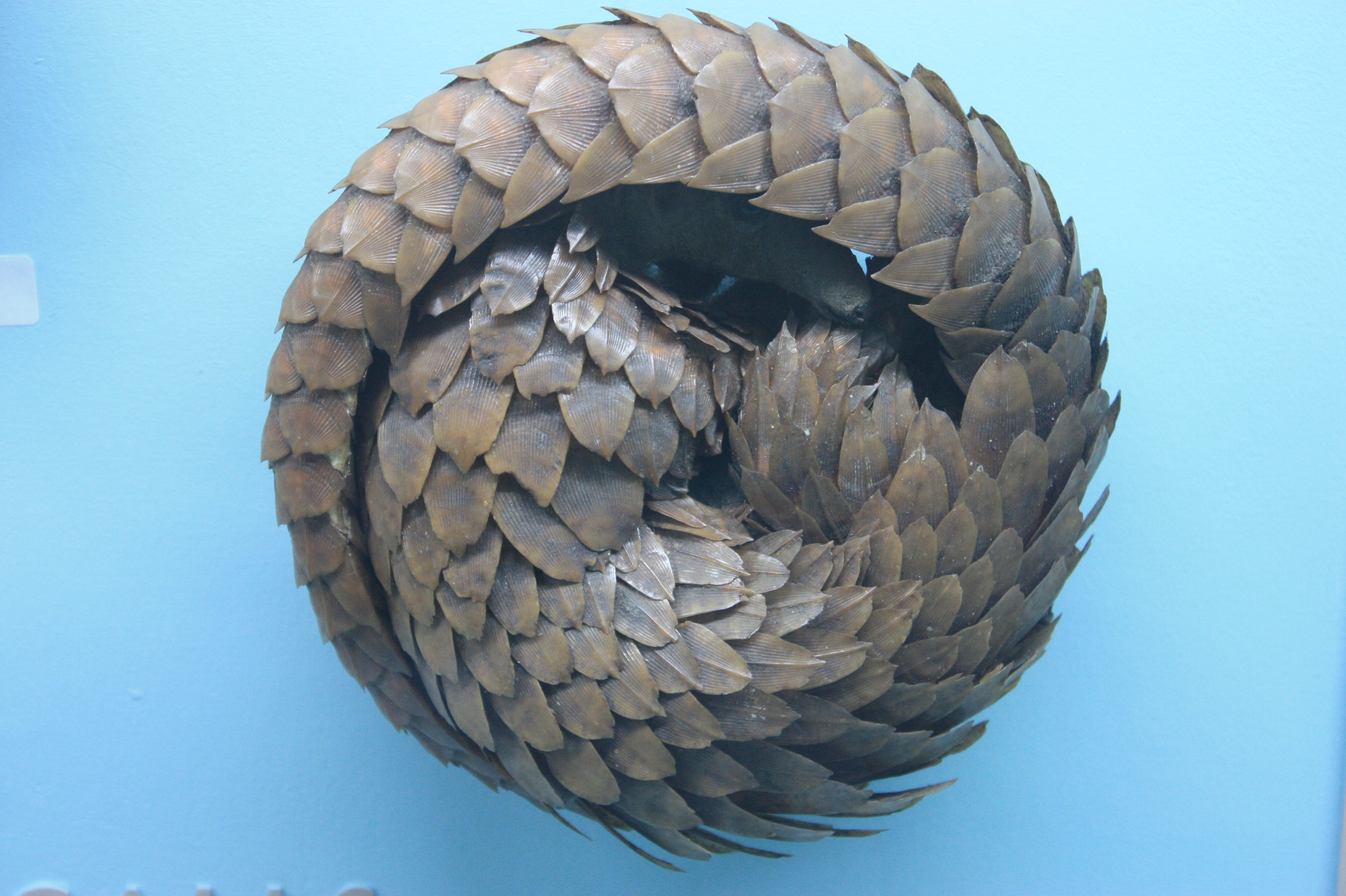
Một con tê tê trong tư thế phòng thủ, Bảo tàng Horniman, London.

Tê tê hay còn gọi là trút hoặc xuyên sơn giáp, (tiếng Anh: Pangolin) là các loài động vật có vú thuộc Bộ Tê tê (Pholidota) (từ tiếng Hy Lạp cổ đại φολῐ́ς, "vảy sừng"). Chỉ còn một họ còn sinh tồn, Họ Manidae, gồm ba chi: Manis, Phataginus và Smutsia. Chi Manis bao gồm 4 loài được tìm thấy ở châu Á, trong khi chi Phataginus và Smutsia mỗi chi chỉ gồm 2 loài sống ở Châu Phi Hạ Sahara. Những loài này có kích thước từ 30 đến 100 cm. Một số loài tê tê đã bị tuyệt chủng cũng được biết đến.
Thân tê tê có lớp vảy lớn bằng keratin - chất liệu tương tự móng tay và móng chân bảo vệ và cứng bao phủ da của chúng; chúng là động vật có vú duy nhất được biết đến với đặc điểm này. Chúng sống trong những hốc cây rỗng hoặc hang, tùy theo loài ở các miền nhiệt đới châu Á và châu Phi. Tê tê là loài sống về đêm, và chế độ ăn uống của chúng bao gồm chủ yếu là kiến và mối chúng bắt được bằng cái lưỡi dài của chúng. Vào ban ngày, chúng cuộn tròn thành quả bóng để ngủ. Chúng thường là động vật sống đơn độc, chỉ gặp nhau để giao phối và sinh ra một lứa từ một đến ba con và nuôi trong khoảng hai năm.
Tê tê bị đe dọa bởi nạn săn trộm (để lấy thịt và vảy của chúng, được sử dụng trong y học cổ truyền Trung Quốc), và nạn phá rừng nặng nề đe dọa môi trường sống tự nhiên của chúng. Chúng là loài động vật có vú bị buôn bán nhiều nhất trên thế giới. Kể từ tháng 1 năm 2020, trong số 8 loài tê tê, 3 loài (Manis culionensis, M. pentadactyla và M. javanica) được đánh giá là có nguy cơ bị tuyệt chủng; 3 loài (Phataginus tricuspis, Manis crassicaudata và Smutsia gigantea) được đánh giá là loài nguy cấp; 2 loài (Phataginus tetradactyla và Smutsia temminckii) được đánh giá là dễ bị tổn thương trong sách đỏ IUCN của Liên minh Bảo tồn Thiên nhiên Quốc tế.

## Hình ảnh

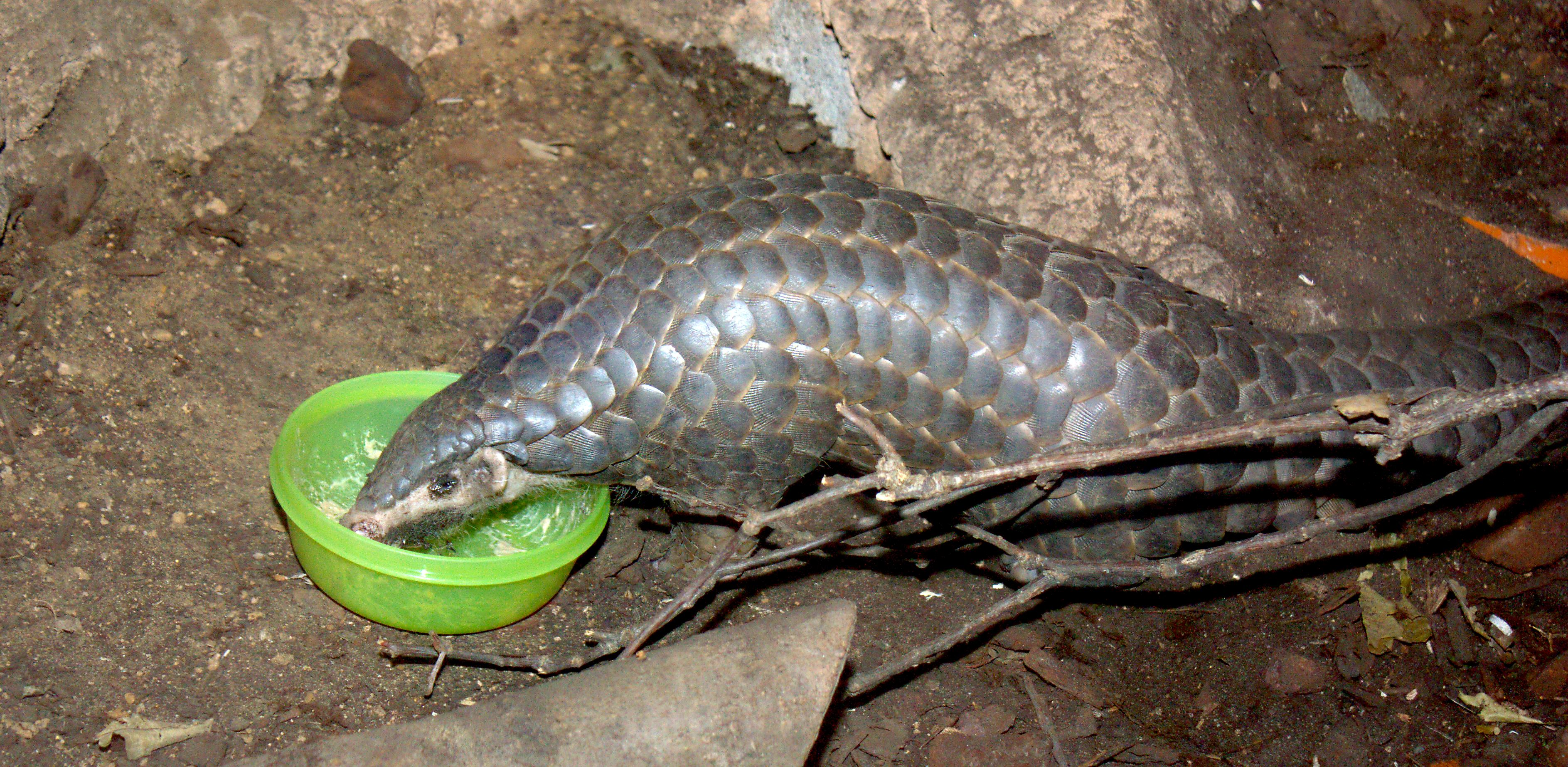
Tê tê vàng (tê tê Trung Quốc).
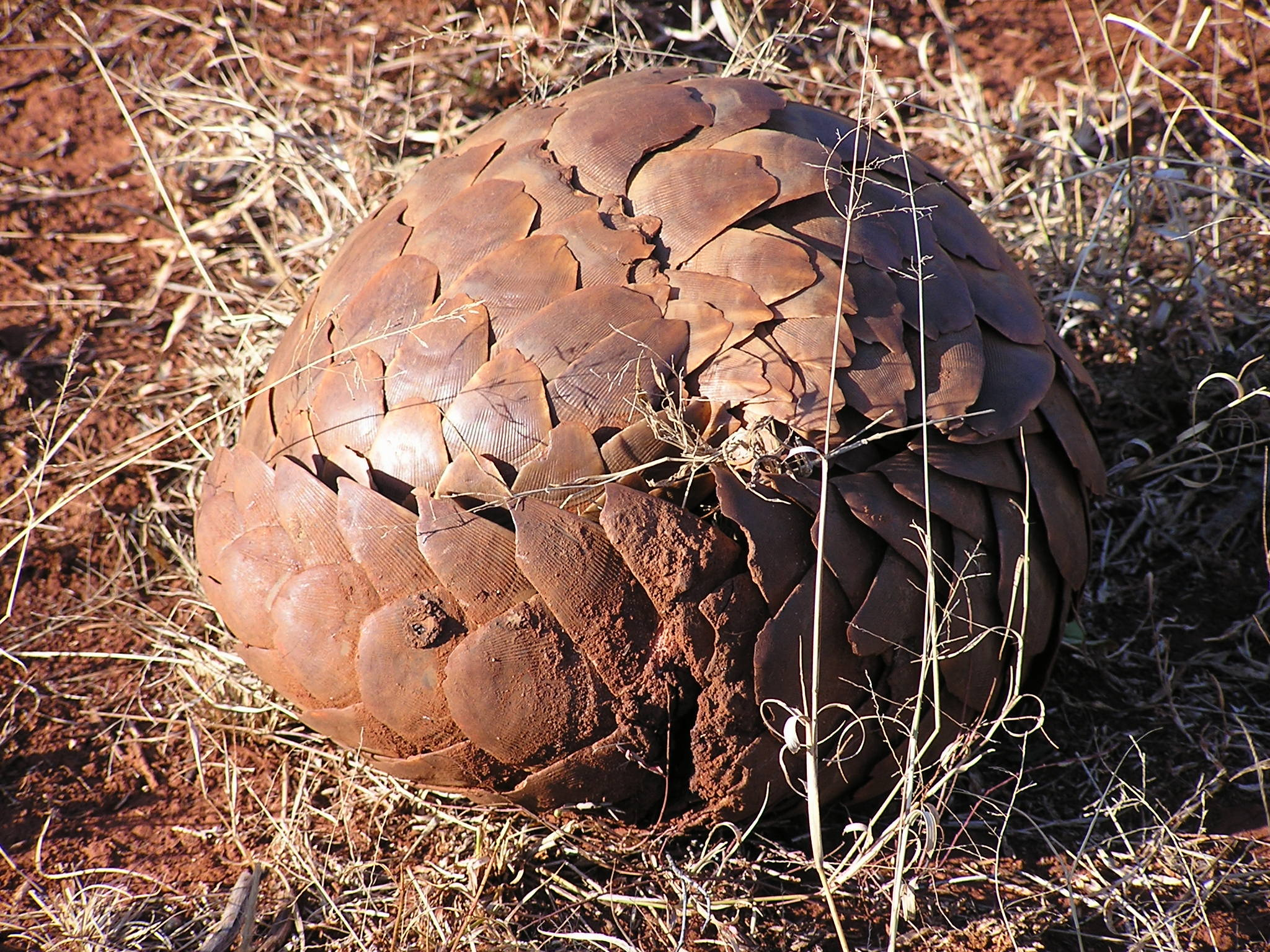
Một con tê tê cuốn tròn.
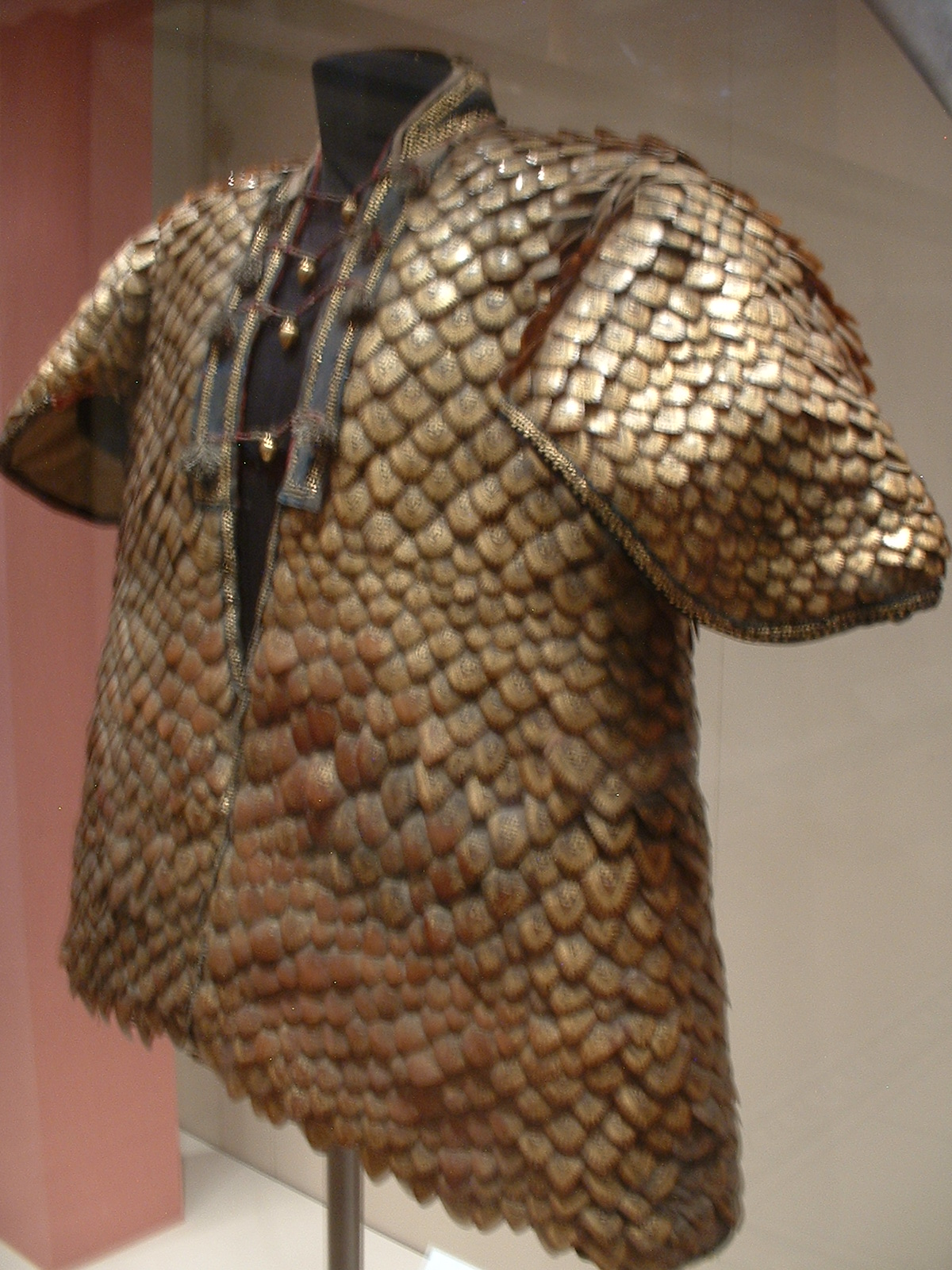
Áo giáp làm bằng vảy tê tê, mà vua George III của Anh được tặng năm 1820.
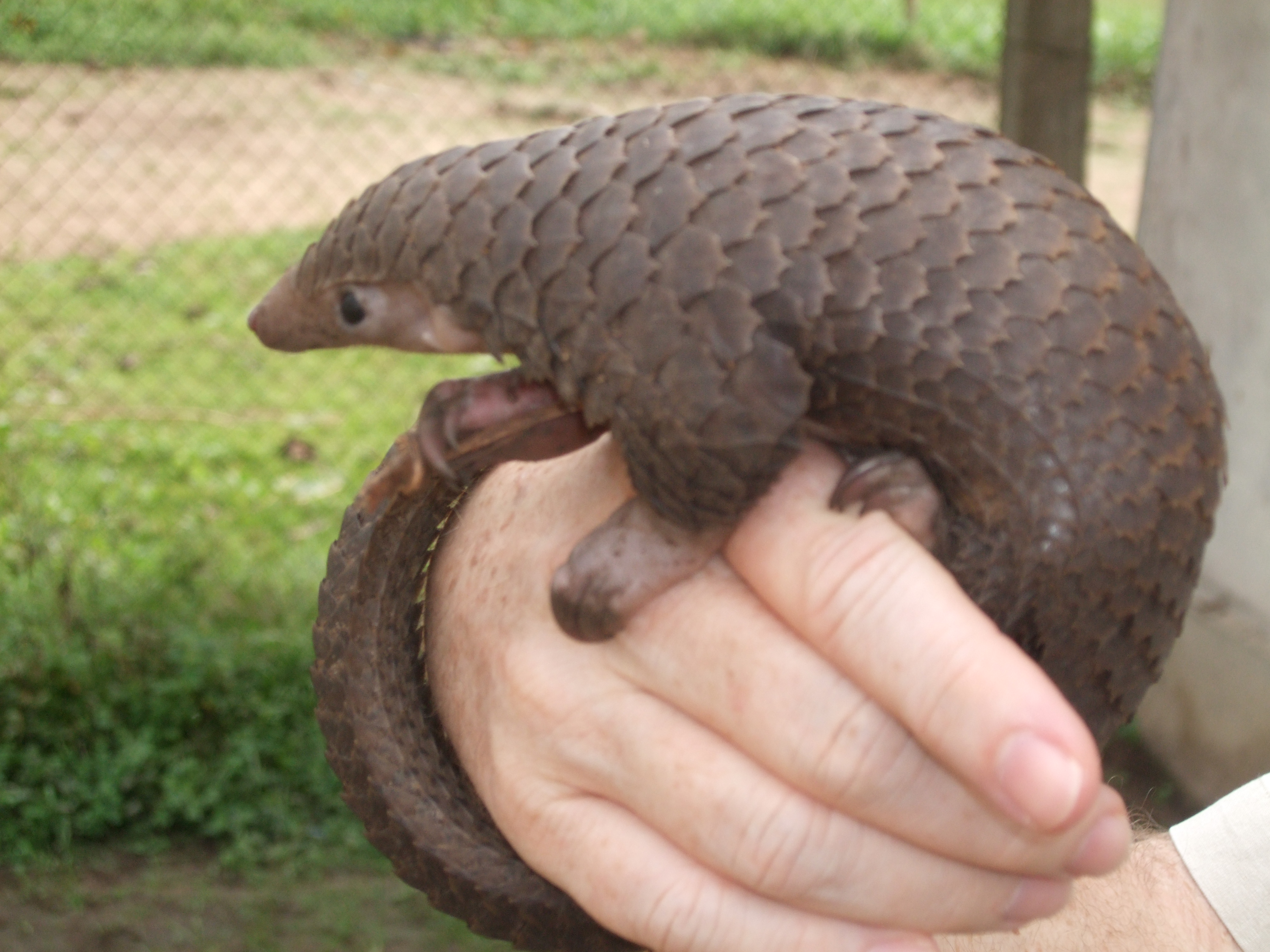